# Le Vauclin
Le Vauclin ist eine französische Gemeinde im Übersee-Département Martinique. Sie gehört administrativ zum Arrondissement Le Marin. Le Vauclin war bis zu dessen Auflösung 2015 der Hauptort (Chef-lieu) des gleichnamigen Kantons.

## Geographie
Das Küstendorf liegt im Südosten der Insel. Die Nachbargemeinden sind:
- Le François im Norden
- Saint-Esprit im Westen
- Rivière-Pilote im Südwesten
- Le Marin im Süden

## Bevölkerungsentwicklung
| 1961 | 1967 | 1974 | 1982 | 1990 | 1999 | 2006 | 2008 | 2011 |
| ---- | ---- | ---- | ---- | ---- | ---- | ---- | ---- | ---- |
| 7587 | 7732 | 7711 | 6950 | 7741 | 7778 | 8689 | 8947 | 9183 |

## Söhne und Töchter
- Michel Méranville (* 1936), emeritierter Erzbischof von Fort-de-France und Saint-Pierre